# Нашвілл (Огайо)
Нашвілл (англ. Nashville) — селище (англ. village) в США, в окрузі Голмс штату Огайо. Населення — 183 особи (2020).

## Географія
Нашвілл розташований за координатами 40°35′45″ пн. ш. 82°6′47″ зх. д. / 40.59583° пн. ш. 82.11306° зх. д. (40.595785, -82.112994).  За даними Бюро перепису населення США в 2010 році селище мало площу 0,19 км², уся площа — суходіл. В 2017 році площа становила 0,18 км², уся площа — суходіл.

## Демографія
Згідно з переписом 2010 року, у селищі мешкало 197 осіб у 76 домогосподарствах у складі 57 родин. Густота населення становила 1020 осіб/км².  Було 91 помешкання (471/км²).
Расовий склад населення:
| - 99,5 % — білих |

До двох чи більше рас належало 0,5 %. Частка іспаномовних становила 0,5 % від усіх жителів.
За віковим діапазоном населення розподілялося таким чином: 34,0 % — особи молодші 18 років, 54,8 % — особи у віці 18—64 років, 11,2 % — особи у віці 65 років та старші. Медіана віку мешканця становила 28,9 року. На 100 осіб жіночої статі у селищі припадало 105,2 чоловіків;  на 100 жінок у віці від 18 років та старших — 100,0 чоловіків також старших 18 років.
Середній дохід на одне домашнє господарство  становив 37 971 долар США (медіана — 34 000), а середній дохід на одну сім'ю — 36 247 доларів (медіана — 39 167). За межею бідності перебувало 24,9 % осіб, у тому числі 44,4 % дітей у віці до 18 років та 19,5 % осіб у віці 65 років та старших.
Цивільне працевлаштоване населення становило 84 особи. Основні галузі зайнятості: виробництво — 34,5 %, будівництво — 15,5 %, фінанси, страхування та нерухомість — 7,1 %, освіта, охорона здоров'я та соціальна допомога — 7,1 %.